# Fraueninsel
Fraueninsel je za Herreninselom drugi največji od treh otokov v Chiemskem jezeru (nemško Chiemsee). Pripada občini Chiemsee v zgornje bavarskem okrožju Rosenheim, najmanjši politični skupnosti na Bavarskem. Na 15,5 ha velikem in brez avtomobila  živi v približno 50 hišah stalno okoli 300 prebivalcev (za primerjavo: na 238 ha obsežnem Herreninsel živi vse leto le nekaj ljudi). To naselje na otoku tvori kraj Frauenchiemsee, zato se oba izraza ženski otok (= otok) in Frauenchiemsee (= kraj) pogosto uporabljata kot sopomenki v jezikovni rabi.
Okoli otoka je 1,5 km dolga pešpot. Kolesarjenje na otoku ni dovoljeno.  Delovanje motornih vozil je na otoku prepovedano. Samo občasno med sedmo in dvanajsto uro, dostavna vozila vozijo po otoku.
Do otoka se lahko pride celo leto z ladijsko linijo Chiemsee-Schifffahrt, večinoma iz Gstadta v 10 minutah in iz Priena v 30 minutah, deloma iz drugih krajev okoli jezera in od Herreninsela.
Samostan Frauenwörth daje značaj Frauenchiemseeju, je romarski kraj za blaženega Irmengarda, zaščitnika Chiemgaua. Romanje in slikovita lokacija otoka vsak dan pritegne veliko obiskovalcev. Od leta 1820 umetniška kolonija prispeva k slavi otoka (med umetniki je bil tudi Max Haushofer).

## Zgodovina samostana
Leta 782 je ustanovil vojvoda Tasilo III. Bavarski samostan Frauenwörth. Po uničenju madžarskih vpadov se je razcvetel med 11. in 15. stoletjem. Leta 1728 in 1732 so obnovili samostanske zgradbe. V času sekularizacije od leta 1803 do 1835 je bil samostan ukinjen, vendar je preživel. Leta 1836 ga je kralj Ludvik I. Bavarski obnovil za benediktince pod pogojem, da se preživljajo z odpiranjem šol. Benediktinci so se posvetili izobraževanju deklet že od leta 1837, vključno gimnazijo Irmengard z internatom (do leta 1982) in od leta 1983 poklicno šolo Irmengard (prej pred-seminar za socialne poklice žensk), ki je delovala do leta 1995.
Samostan ima 30 sester (2007), 56 opatinja pa je od leta 2006 Johanna Mayer.

## Znamenitosti
Inselmünster stoji na karolinških temeljih, sedanja cerkvena stavba Marijinega vnebovzetja je iz 11. stoletja. Od leta 1468 do 1476 je bil narejen rebrast obok. Od 1688 do 1702 je bila opremljena z baročnimi oltarji, ki so se ohranili do danes. Samostojen zvonik, ki je severozahodno od cerkve, je ena od znamenitosti Chiemgaua in je verjetno iz 12. stoletja; njegova baročna čebulasta kupola je bila postavljena leta 1626.
Na otoškem pokopališču severno od samostanske cerkve so pokopani številni umetniki in znanstveniki, poleg Chiemseejevega slikarja Maxa Haushoferja, pisca Wilhelm Jensen in Felix Schlagintweit. Slednji je opisal pokopališče v svojem romanu Ein verliebtes Leben. Poleg tega so tu tudi nekateri člani plemiške družine Eichendorff.
V zgodnjem času samostana je vreden ogleda karolinški vhod, ki sega v leto 850.  To je pravokotna stavba iz tufa s kvadratnim podaljškom na vzhodni strani. V pritličju je bila nekdaj majhna Nikolajeva kapela, v zgornjem nadstropju pa je bila apsida Mihaelove kapele. Med restavratorskimi deli so tu odkrili skoraj vse upodobitve angelov v naravni velikosti. Od teh v svoji preprostosti impresivna, prvotno verjetno šest rdečih obrisov, sta še vedno skoraj v celoti ohranjena dva. Datirana prvotno v 9. stoletje, danes pa kasneje. Skozi vhodno dvorano, v sredo pritličja, poteka velik prehod z banjastim obokom, ki je na obeh straneh omejen z odprtim nizom arkad, vsaka s tremi loki. Na zahodu je baročna vikarjeva hiša.
V Lindenhainu v središču otoka so po prvi svetovni vojni zgradili vojno spominsko kapelo. Velika slika slikarja Hiasla Maier-Erdinga krasi njeno sprednjo steno, na njej je prikazan molilni stari ribiški par ob ozadju Chiemseeja s Fraueninslom. Kapela stoji na mestu Marijine cerkve iz leta 1393 in porušene po sekularizaciji. Središče lipovega gozda sta verjetno dve več kot 1000 let stari drevesi: Tasilova in Marijina lipa. 